# Charles Bosson
Pour les articles homonymes, voir Bosson.
Charles Bosson est un homme politique français, né le 2 août 1908, à Genève, et mort le 14 décembre 2001.

## Famille
- Anne-Marie Bosson (1936), épouse Mareschal.
- Dominique Bosson (1938), bâtonnier du barreau d'Annecy.
- Jean-Baptiste Bosson (1942), banquier. Ancien président de la banque Laydernier. PDG de PSB Industries[2].
- Bernard Bosson (1948-2017), avocat et homme politique savoyard, maire d'Annecy de 1983 jusqu'à sa démission en janvier 2007.

## Biographie
Après une licence de Droit et une thèse de Lettres sur Henri Bergson, à Paris, il devient avocat à Annecy, à partir de 1935.
Il préside l'Association catholique de la jeunesse française (ACJF), dont certains membres joueront un rôle majeur dans la Résistance.
Il est élu au Conseil de la République le 10 décembre 1946, avec 339 voix. Il préside ainsi, jusqu'en 1948, le groupe MRP au Palais du Luxembourg.
Après avoir été conseiller municipal en 1947, il devient maire d'Annecy le 12 décembre 1954. Il est réélu pendant 21 ans jusqu'à sa démission en 1975. L'une de ses priorités de mandature est la sauvegarde du lac d'Annecy, « alors déversoir des eaux usées des communes environnantes et menacé par une surabondance d'algues ».
À la suite de son élection aux législatives, il devient président du Groupe des républicains populaires et du Centre démocratique, le 10 décembre 1958 (réunissant les députés du Mouvement républicain populaire) à l'Assemblée nationale.
Le 18 mars 1964, au Conseil général de Haute-Savoie, il devient vice-président, sous la présidence de Arthur Lavy.
Après sa défaite en 1968, il est élu le 22 septembre 1968 au Sénat.
Le 9 mars 1975, il démissionne de son mandat de maire. Il est réélu (étiquette CDS), en 1977, aux élections sénatoriales, mandat qu'il garde jusqu'en 1986.

## Mandats

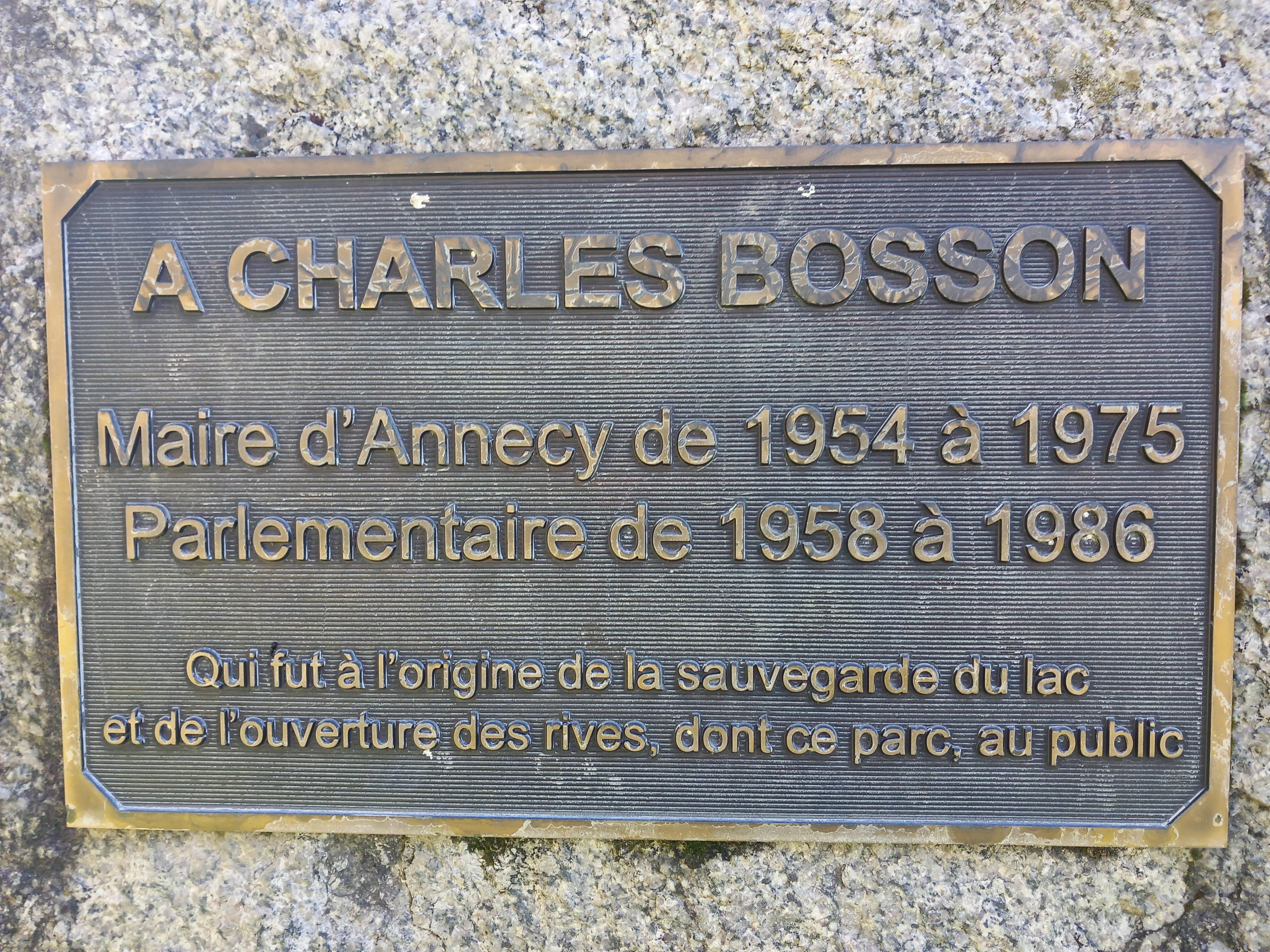
Plaque commémorative à Annecy

### Municipal
- Charles Bosson est élu maire d'Annecy 1954 jusqu'à sa démission en 1975, date à laquelle il est remplacé par André Fumex.

### Départemental
Il devient conseiller général de 1961 à 1979, obtenant le statut de vice-président de l'assemblée entre 1965-1979.

### Législatif
Élu dans la 2e circonscription de la Haute-Savoie :
- en 1958, sous l'étiquette MRP, au 2e tour avec 55,6 % des suffrages
- en 1962, sous l'étiquette MRP, au 1er tour avec 72,2 % des suffrages
- en 1967, sous l'étiquette CD, au 2e tour avec 42,2 % des suffrages
- en 1968 il est battu par Jean Brocard.

### Sénatorial
Membre du Conseil de la République, sénateur de la Haute-Savoie élu le 8 décembre 1946 jusqu'au 7 novembre 1948, ne se représente pas, groupe MRP 
- Élu le 22 septembre 1968, réélu le 25 septembre 1977 ; fin de mandat le 1er octobre 1986 (ne se représente pas).
- Membre de la commission des affaires étrangères, de la défense et des forces armées
- Membre du Groupe de l'Union Centriste

## Décoration
- 1er prix des Neiges (1975)